# 로이 바우마이스터
로이 바우마이스터(Roy F. Baumeister, 1953년 5월 15일 ~ )는 미국의 심리학자이다. 사회심리학 분야에서 다양한 공헌을 하였다. 자아, 자유 의지, 의지력, 정체성, 자기조절, 사회적 배제 등 광범위한 주제를 연구하였다.

## 일생
1953년 클리블랜드에서 출생하였다. 듀크 대학교와 프린스턴 대학교에서 심리학을 공부한 후, 케이스 웨스턴 리저브 대학교에서 교수로 근무하였다.

## 같이 보기
- 자기 조절
- 사회심리학